# Michael Hummel
Pour les articles homonymes, voir Hummel.
Michael Hummel né le 13 février 1997, est un joueur allemand de hockey sur gazon. Il évolue au poste d'attaquant au Berliner HC et avec l'équipe nationale allemande.

## Carrière
Il a débuté en équipe première le 15 avril 2022 contre l'Inde à Bhubaneswar lors de la Ligue professionnelle 2021-2022.